# 金惠铭
金惠铭（1938年—），男，上海人，中国病理生理学家，上海医科大学教授，博士生导师。曾任中国病理生理学会副理事长。